# Lotta ai Giochi della XXVII Olimpiade
I tornei di lotta ai Giochi della XXVII Olimpiade si sono svolti dal 24 settembre al 1º ottobre 2000, presso la Sydney Convention and Exhibition Centre di Sydney, in Australia. Sono state distribuite 16 medaglie d'oro di cui 8 per le categorie di lotta greco-romana e 8 per le categorie di lotta libera.
Nel torneo della lotta libera categoria 76 kg il tedesco Alexander Leipold, originariamente vincitore, è stato squalificato per essere risultato positivo al nandrolone in un test antidoping.

## Nazioni partecipanti
Alle competizioni di lotta hanno partecipato alla competizion 314 lottatori provenienti da 55 distinte nazioni.
- Algeria (2)
- Armenia (8)
- Australia (11)
- Azerbaigian (9)
- Bielorussia (14)
- Bulgaria (8)
- Canada (4)
- Cina (5)
- Colombia (1)
- Costa d'Avorio (1)
- Cuba (13)
- Rep. Ceca (3)
- Egitto (2)
- Estonia (3)
- Finlandia (4)
- Francia (3)
- Georgia (13)
- Germania (10)
- Grecia (7)
- Guinea-Bissau (1)
- Ungheria (8)
- India (1)
- Iran (11)
- Israele (3)
- Italia (2)
- Giappone (8)
- Kazakistan (11)
- Kirghizistan (6)
- Lettonia (1)
- Lituania (2)
- Macedonia (2)
- Moldavia (4)
- Mongolia (4)
- Paesi Bassi (1)
- Nuova Zelanda (3)
- Nigeria (2)
- Corea del Nord (4)
- Norvegia (1)
- Polonia (9)
- Romania (5)
- Russia (16)
- Samoa (1)
- Senegal (1)
- Slovacchia (4)
- Sudafrica (1)
- Corea del Sud (10)
- Svezia (5)
- Svizzera (4)
- Tunisia (4)
- Turchia (12)
- Turkmenistan (1)
- Ucraina (16)
- Stati Uniti (16)
- Uzbekistan (11)
- Venezuela (2)

## Podi
| Evento             | Oro                  | Argento           | Bronzo               |
| Lotta libera       |                      |                   |                      |
| 54 kg (dettagli)   | Namig Abdullayev     | Sammie Henson     | Amiran Kardanov      |
| 58 kg (dettagli)   | Alireza Dabir        | Yevhen Buslovych  | Terry Brands         |
| 63 kg (dettagli)   | Murad Umakhanov      | Serafim Barzakov  | Jang Jae-sung        |
| 69 kg (dettagli)   | Daniel Igali         | Arsen Gitinov     | Lincoln McIlravy     |
| 76 kg (dettagli)   | Brandon Slay         | Moon Eui-jae      | Adem Bereket         |
| 85 kg (dettagli)   | Adam Sajtiev         | Yoel Romero       | Mogamed Ibragimov    |
| 97 kg (dettagli)   | Sagid Murtazaliev    | Islam Bayramukov  | Eldar Kurtanidze     |
| 130 kg (dettagli)  | David Musul'bes      | Artur Tajmazov\|  | Alexis Rodríguez     |
| Lotta greco-romana |                      |                   |                      |
| 54 kg (dettagli)   | Sim Kwon-ho          | Lázaro Rivas      | Kang Yong-gyun       |
| 58 kg (dettagli)   | Armen Nazaryan       | Kim In-sub        | Sheng Zetian         |
| 63 kg (dettagli)   | Varteres Samurgashev | Juan Marén        | Akaki Chachua        |
| 69 kg (dettagli)   | Filiberto Azcuy      | Katsuhiko Nagata  | Aleksey Glushkov     |
| 76 kg (dettagli)   | Murat Kardanov       | Matt Lindland     | Marko Yli-Hannuksela |
| 85 kg (dettagli)   | Hamza Yerlikaya      | Sándor Bárdosi    | Mukhran Vakhtangadze |
| 97 kg (dettagli)   | Mikael Ljungberg     | Davyd Saldadze    | Garrett Lowney       |
| 130 kg (dettagli)  | Rulon Gardner        | Aleksandr Karelin | Dmitry Debelka       |

## Medagliere
| Pos. | Paese          | Oro | Argento | Bronzo | Totale |
| ---- | -------------- | --- | ------- | ------ | ------ |
| 1    | Russia         | 6   | 2       | 1      | 9      |
| 2    | Stati Uniti    | 2   | 2       | 3      | 7      |
| 3    | Cuba           | 1   | 3       | 1      | 5      |
| 4    | Corea del Sud  | 1   | 2       | 1      | 4      |
| 5    | Bulgaria       | 1   | 1       | 0      | 2      |
| 6    | Turchia        | 1   | 0       | 1      | 2      |
| 7    | Svezia         | 1   | 0       | 0      | 1      |
| 7    | Iran           | 1   | 0       | 0      | 1      |
| 7    | Canada         | 1   | 0       | 0      | 1      |
| 7    | Azerbaigian    | 1   | 0       | 0      | 1      |
| 11   | Ucraina        | 0   | 2       | 0      | 2      |
| 12   | Uzbekistan     | 0   | 1       | 0      | 1      |
| 12   | Kazakistan     | 0   | 1       | 0      | 1      |
| 12   | Giappone       | 0   | 1       | 0      | 1      |
| 12   | Ungheria       | 0   | 1       | 0      | 1      |
| 16   | Georgia        | 0   | 0       | 3      | 3      |
| 17   | Corea del Nord | 0   | 0       | 1      | 1      |
| 17   | Macedonia      | 0   | 0       | 1      | 1      |
| 17   | Finlandia      | 0   | 0       | 1      | 1      |
| 17   | Cina           | 0   | 0       | 1      | 1      |
| 17   | Bielorussia    | 0   | 0       | 1      | 1      |
| 17   | Grecia         | 0   | 0       | 1      | 1      |